# Phép màu tình yêu trăm năm
Phép màu tình yêu trăm năm (tiếng Thái: ปาฏิหาริย์รักร้อยปี; RTGS: Patihan Rak Roi Pi, tiếng Anh: Century of Love) là một bộ phim truyền hình Thái Lan năm 2024 với sự tham gia của Pittaya Saechua (Daou) và Kantapon Jindataweephol (Offroad).
Được đạo diễn bởi Worawit Khuttiyayothin và Thanawat Panyarin, bộ phim thuộc thể loại lãng mạn – giả tưởng này được phát sóng vào thứ Tư và thứ Năm hằng tuần từ ngày 10 tháng 7 đến ngày 8 tháng 8 năm 2024 trên kênh One 31, và phát hành toàn cầu trên các nền tảng OTT lớn như Netflix và GagaOOLala.

## Tóm tắt nội dung
San, một người nhập cư gốc Hoa, đã đem lòng yêu Khun Wat, tiểu thư của một gia đình quý tộc Thái. Chuyện tình của họ bắt đầu khi cô chăm sóc và cứu chữa cho anh sau một tai nạn nghiêm trọng, sử dụng “ngũ sắc thạch” tại một ngôi đền thờ nữ thần. Thế nhưng, định mệnh trớ trêu đã khiến Khun Wat qua đời. San cố gắng dùng sức mạnh kỳ diệu của viên đá để cứu cô, nhưng không thành.
Cách duy nhất để họ được bên nhau là San phải ký một khế ước bất tử kéo dài một thế kỷ với vị nữ thần ngự tại ngôi đền, đồng ý chờ đợi Khun Wat tái sinh. Cái giá phải trả là mỗi đêm anh sẽ bị dày vò bởi nỗi đau và nếu không thể đoàn tụ với cô, anh sẽ phải chịu một cái chết bi thảm lặp lại mãi mãi.
Sau 100 năm chờ đợi, San cuối cùng gặp được Vee, người được cho là tái sinh của Khun Wat. Nhưng trớ trêu thay, Vee lại là một người đàn ông.

## Diễn viên và nhân vật
Dưới đây là dàn diễn viên của bộ phim:

### Vai chính
- Pittaya Saechua (Daou) vai San
- Kantapon Jindataweephol (Offroad) vai Vee

### Vai phụ
- Yada Suwanpattanal vai Khun Wat / Watfah
- Ponlawit Ketprapakorn (Pond) vai Mom Chao Trai / Third
- Koravich Sarasin (Gumpuns) vai Tao
- Pornsroung Rouyruen (Xiang) vai Ju
- Jirawat Vachirasarunpatra vai Chong
- Trungta Kositchaimongkol (Kae) vai Rat
- Natpongpon Suddee (Boss) vai Suchat
- Deuntem Salitul vai Bà Jam
- Parattakorn Kaiyanan (See) vai Ton
- Penpetch Benyakul (Jab) vai Ông Chen

## Awards and nominations
| Award ceremony    | Year | Category                                    | Nominee / Work                                               | Result    | Ref.         |
| ----------------- | ---- | ------------------------------------------- | ------------------------------------------------------------ | --------- | ------------ |
| Y Universe Awards | 2024 | Outstanding Social Reflection in Television | Century of Love                                              | Đề cử     | [ 7 ]        |
| Y Universe Awards | 2024 | Best Leading Actor                          | Pittaya Saechua (Daou)                                       | Đề cử     | [ 8 ]        |
| Y Universe Awards | 2024 | Best Partner                                | Pittaya Saechua (Daou) and Kantapon Jindataweephol (Offroad) | Đoạt giải | [ 9 ] [ 10 ] |
| Y Universe Awards | 2024 | Best Series Soundtrack                      | Karn of The Parkinson ("Waiting To Say Those Words")         | Đề cử     | [ 11 ]       |
| Y Universe Awards | 2024 | The Best Y Series (Popular)                 | Century of Love                                              | Đề cử     | [ 12 ]       |
| Y Universe Awards | 2024 | The Best BL Series (Popular)                | Century of Love                                              | Đề cử     | [ 12 ]       |
| Y Universe Awards | 2024 | The Best Leading Role (Popular)             | Pittaya Saechua (Daou)                                       | Đề cử     | [ 12 ]       |
| Y Universe Awards | 2024 | The Best Series OST (Popular)               | Karn of The Parkinson ("Waiting To Say Those Words")         | Đề cử     | [ 12 ]       |
| Y Universe Awards | 2024 | The Best Couple (Popular)                   | Pittaya Saechua (Daou) and Kantapon Jindataweephol (Offroad) | Đề cử     | [ 12 ]       |
| Y Universe Awards | 2024 | The Best Cuties (Popular)                   | Kantapon Jindataweephol (Offroad)                            | Đề cử     | [ 12 ]       |
| Y Universe Awards | 2024 | The Best Cuties (Popular)                   | Pittaya Saechua (Daou)                                       | Đề cử     | [ 12 ]       |
| Y Universe Awards | 2024 | Y Iconic Star (Popular)                     | Pittaya Saechua (Daou)                                       | Đề cử     | [ 12 ]       |

### Listicles
| Critic/Publication | List                                      | Rank   | Ref.   |
| ------------------ | ----------------------------------------- | ------ | ------ |
| Soompi             | 12 of the Best BL Dramas Released in 2024 | Đi kèm | [ 13 ] |
| Teen Vogue         | 13 Best BL Dramas of 2024                 | Đi kèm | [ 14 ] |